# Třída Troude
Třída Troude byla třída chráněných křižníků třetí třídy francouzského námořnictva. Svými parametry byly blízké předcházející třídě Forbin. Často byly klasifikovány i jako avíza. Celkem byly postaveny tři jednotky této třídy. Ve službě byly v letech 1890–1922. Všechny byly vyřazeny.

## Stavba
Celkem byly postaveny tři jednotky této třídy. Do služby byly přijaty v letech 1890–1891. Stavbu provedly francouzské loděnice Forges et Chantiers de la Gironde v Bordeaux.
Jednotky třídy Troude:
| Jméno   | Loděnice                          | Založení kýlu | Spuštěna        | Vstup do služby | Poznámka        |
| ------- | --------------------------------- | ------------- | --------------- | --------------- | --------------- |
| Cosmao  | Forges et Chantiers de la Gironde | 1892          | srpen 1889      | 1891            | Vyškrtnut 1922. |
| Lalande | Forges et Chantiers de la Gironde | 1893          | 21. března 1889 | říjen 1890      | Vyškrtnut 1912. |
| Troude  | Forges et Chantiers de la Gironde | 1895          | 22. října 1888  | leden 1891      | Vyškrtnut 1908. |

## Konstrukce

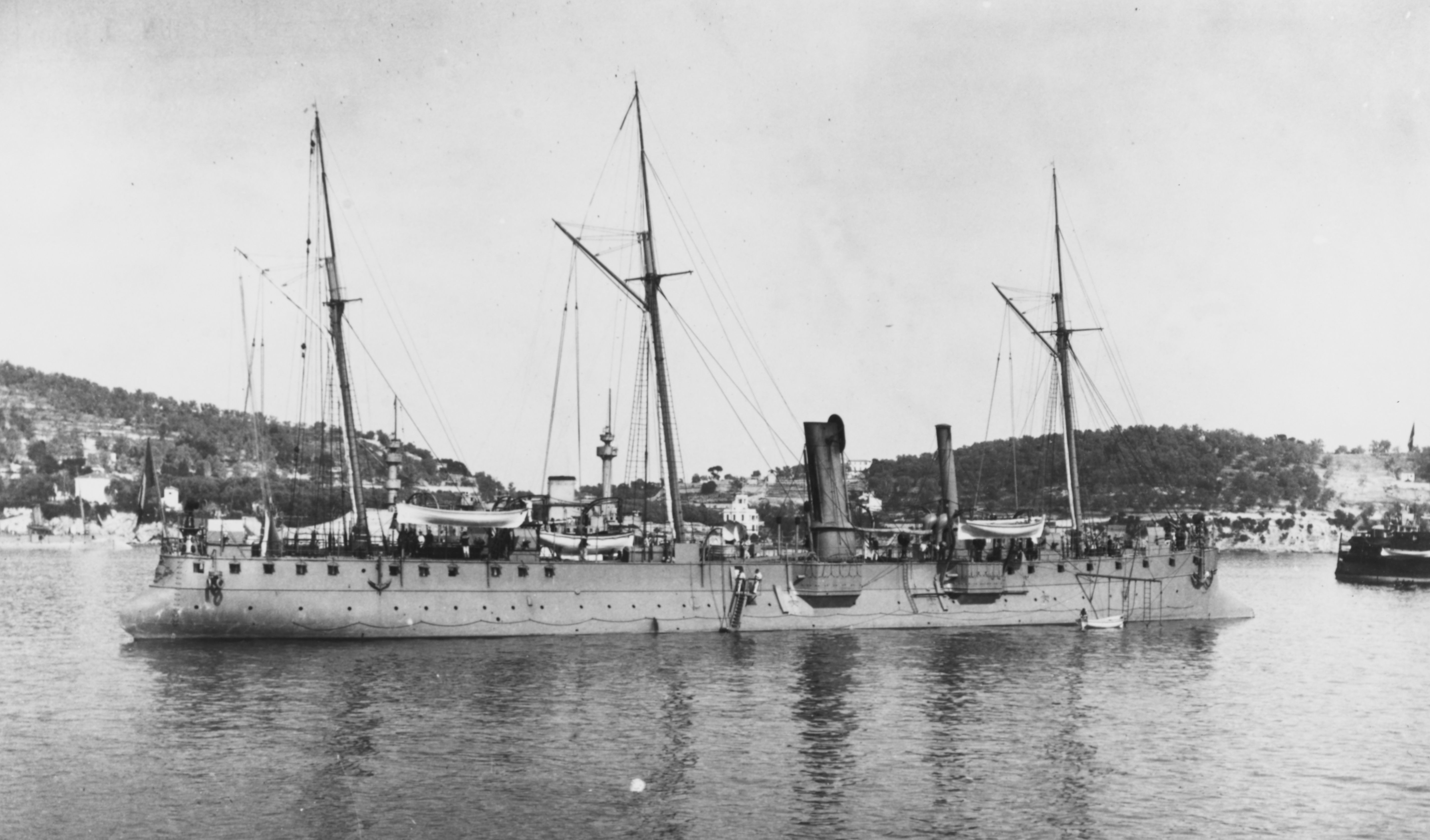
Troude

Křižníky měly trup opatřený klounem. Hlavní výzbroj tvořily čtyři 139mm/30 kanóny M1881 umístěné po jednom na sponzonech na bocích trupu. Doplňovaly je čtyři 47mm kanóny Hotchkiss, čtyři 37mm pětihlavňové revolverové rotační kanóny Hotchkiss, čtyři 350mm torpédomety a až 150 min. Základem pancéřové ochrany byla 40mm ocelová paluba. Lalande a Troude navíc měly chráněný slabě můstek (25 mm). Pohonný systém tvořilo pěst cylindrických kotlů a dva horizontální parní stroje o výkonu 5800 hp, pohánějící dva lodní šrouby. Kotle spalovaly uhlí. Neseno ho bylo 300 tun. Nejvyšší rychlost dosahovala 20,5 uzlu. Dosah byl 2400 námořních mil při rychlosti deset uzlů.

### Modifikace
V 90. letech 19. století byly odstraněny rotační 37mm kanóny a torpédomety. Nahradilo je šest 47mm kanónů a čtyři 37mm kanóny.